# Chenopodium caudatum
Chenopodium caudatum är en amarantväxtart som beskrevs av Nikolaus Joseph von Jacquin. Chenopodium caudatum ingår i släktet ogräsmållor, och familjen amarantväxter. Inga underarter finns listade i Catalogue of Life.